# The Big Jump
The Big Jump (Untertitel: Flieg mit uns in 3D) ist ein Kino-Dokumentarfilm zum Thema Skifliegen. Es ist der erste Kinofilm sowie die erste 3D-Produktion über das Skifliegen.
Der Film erzählt die Geschichten einiger Skispringer im Rahmen der Wettkämpfe am Kulm und in Oberstdorf. Dabei wird besonders die Aufmerksamkeit auf die Vorbereitungen, das Durchführen des Wettbewerbs sowie vor allem auf das Erlebnis des Skifliegens selbst gelenkt. Die erwähnten Skispringer sind Stefan Kraft, Thomas Diethart, Daniel-André Tande, Anders Fannemel, Noriaki Kasai, Andreas Wellinger und Sven Hannawald.
Das Drehkonzept stammt von Ernst Kaufmann, unter der Mitarbeit von Alexander Pointner. Die Filmpremiere fand am 25. Februar 2019 im MEGA-Kino in Innsbruck statt, in Anwesenheit von Alexander Pointner, Thomas Diethard und Sven Hannawald. Der Kinostart erfolgte am 7. März 2019.
Für die Aufnahmen der 3D-Bilder waren der Stereograf Florian Maier und seine Crew von STEREOTEC verantwortlich. Bei der Umsetzung wurde neben dem STEREOTEC Light Weight Rig mit ARRI Alexa Mini Kameras das STEREOTEC Shoulder Rig sowie das STEREOTEC Helmet Rig mit der Codex Action Cam verwendet, welche extra für diese Produktion angefertigt worden sind.